# Múmiakutatás

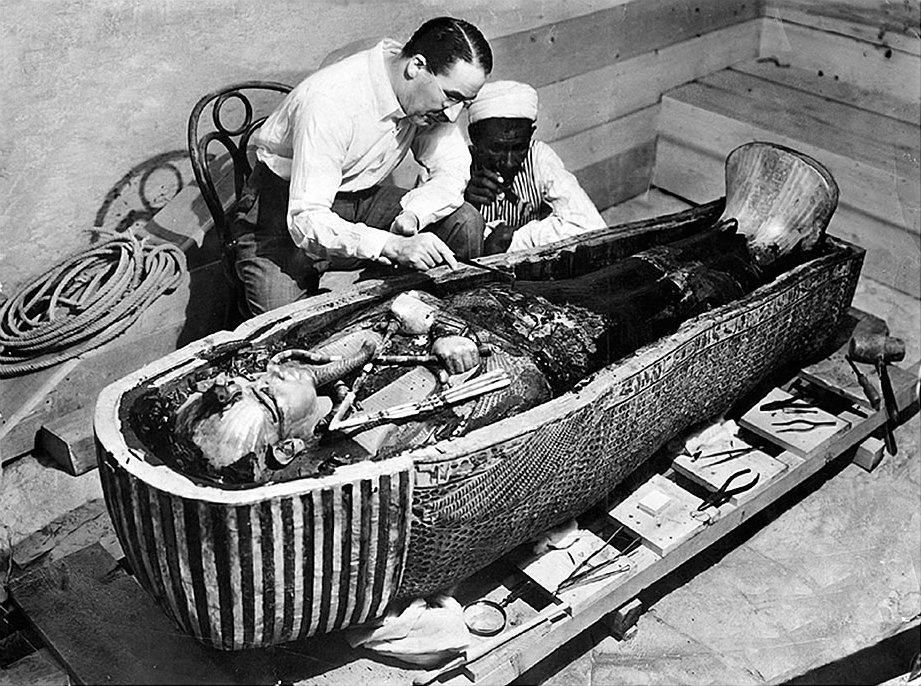
Howard Carter Tutanhamon fáraó koporsóját tanulmányozza

A múmiakutatás ma már önálló tudományterület, amely az egyiptomi múmiák iránti kíváncsiságból indulva fejlődött a  különböző tudományágak szakembereit tömörítő tudományos tevékenységgé.

## A múmiakutatás fejlődése
Európában mindig is nagyon szokatlannak, ám érdekesnek tartották a mumifikálás művészetét. Hérodotosz (i. e. 484-425 körül), a nagy görög történetíró volt az első, aki részletesen leírta a különböző mumifikáló eljárásokat, ezért őt nevezhetjük az első múmiakutatónak.
Később római, arab és keresztény szerzők is írtak az egyiptomi múmiákról, sőt még a Biblia is megemlíti, hogy az egyiptomiak bebalzsamozták halottaikat. Sajnos maguk az egyiptomiak semmit sem jegyeztek fel technikájukról, így örökre homályban marad a tökéletes mumifikálás ismerete.
A 12. századtól Európában orvosságként használták a múmiákból őrölt port, ezért elsősorban gyógyszerészek és orvosok kutatták a mumifikálás titkait. Paracelsus (1493-1541), a híres orvos, részletes tanulmányt írt a múmiák gyógyszerészeti felhasználásáról. Pierre Belon (1517-1564) korának neves francia gyógyszerésze, Egyiptomba utazott és ott tanulmányozta a múmiákat – eredményeiről részletes feljegyzéseket készítve.
Abban, hogy a múmiák iránti puszta érdeklődés tudományos kutatási területté fejlődött, jelentős szerepe volt Bonaparte Napóleon tábornoknak, aki egyiptomi hadjáratai során maga is megnézte a múmiákat, sőt néhányat magával vitt Franciaországba. Érdeklődésének köszönhető, hogy az egyiptológia tudományának kutatási nyelve ma is a francia. A Bonaparte tábornokot kísérő természettudósok írták az elő könyvet „Description d’Egypte” címmel, illetve ők rajzolták az első szemléletes térképeket a thébai sírterületről.  Munkájuk nyomán Európa szerte megnőtt az érdeklődés Egyiptom és a múmiák iránt. Ekkoriban kezdődött az európai – elsősorban brit – nemesek körében az un. „múmia-partik” rendezésének furcsa szokása: egyesek Egyiptomba utaztak, hogy múmiákat szerezzenek, majd a testeket a társasági élet látványosságaként nyilvánosan kicsomagolták.
Elsőként egy brit orvos, Sir Thomas Joseph Pettigrew (1791-1865) vizsgálta meg tudományos módszerekkel a múmiákat. Alaposan tanulmányozta az ókori egyiptomiak kultúráját, vallását és a mumifikáló technikákat. Orvosként nagyon érdekelték a mumifikálás és a holttestek megmaradásának titkai.
1895-ig, a röntgen felfedezéséig a tudósok csak úgy tudták megnézni a múmiákat, ha felbontották a többrétegű pólyát; gyakran előfordult, hogy közben megsértették a maradványokat. Wilhelm Conrad Röntgen (1845-1923) felfedezése óta a kutatók károsítás nélkül is vizsgálhatják az értékes leleteket.
Az egyiptomi múmiák a 19. században  és a 20. század elején a világ nagy múzeumaiba kerültek, legtöbbjük ma is látható. A legszebb kiállítások Kairóban az Egyiptomi Múzeumban, Londonban a British Múzeumban, illetve a berlini Egyiptomi Múzeumban és Luxorban a Mumifikálás Múzeumában láthatók.
Az utóbbi néhány évtizedben az elemzési módszerek és a számítógépes programok fejlődése új lehetőséget nyitott a múmiakutatók számára. Ma már CT-vizsgálatok, mágneses rezonancia-vizsgálatok révén tökéletes képet kaphatunk e konzervált testekről; a kutatók virtuálisan le tudják fejteni a múmiák pólyáit, és megnézhetik az arcot, eltávolíthatják a bőrt és bepillantást nyerhetnek a koponya belsejébe is. A múmiák DNS-vizsgálata lehetőséget biztosít a betegségek, fejlődési rendellenességek, a fáraódinasztiák leszármazási vonalainak elemzésére; sőt még a múmiák klónozásának ötlete is felmerült. (Az első kísérletek alanya a „Gyima” nevű gyapjas mamutbébi múmiája volt. A tudósok megpróbálták az állat DNS-ét elkülöníteni, hogy élő mamutot klónozhassanak. A próbálkozások sikertelenek maradtak.)
A mai modern természettudományos szemléletű múmiakutatás arra törekszik, hogy a múlt embereinek életét megfejtse. Így napjaink múmiakutatói különböző tudományágak szakemberei – biológusok, antropológusok, történészek – akik sok apró részletből rakják össze a minket megelőző korok képét, olykor költséges vizsgálati módszereket és a legmodernebb technikai eszközöket alkalmazva. Ma már a múmiák nem egy ősi kultúra különleges látványosságai, hanem olyan emlékek, amelyek a modern vizsgálati eljárások révén rég letűnt korokról mesélnek.

## Mely kérdésekre keres választ a múmiakutató
A múmiák rendkívül értékesek a tudományos elemzések szempontjából. Szövetmintáik vizsgálata során kimutathatók a régen élt emberek betegségei, táplálkozási, öltözködési szokásai; ezek alapján bepillantást nyerhetünk olyan korok embereinek mindennapi életébe is, amelyről nem maradtak ránk írásos emlékek. Ritkaságszámba megy, de még a közel 5000 éves természetes múmiáknál is ki lehet mutatni, hogy életükben miféle betegségek kínozták őket. Kimutathatóak, hogy melyek voltak az egyes korszakokra jellemző születési, vagy fejlődési rendellenességek.

### A leletek kora
A kormeghatározás elsődleges segítői a múmiák mellett elhelyezett tárgyak, a sír jellege és díszítése. Ezekből többnyire meghatározható, hogy mely időből származik a tetem. Néhány esetben, különösen a lápban megtalált természetes múmiáknál ez a módszer nem alkalmazható; az egyiptomi múmiák esetében pedig azért nagyon fontos a kormeghatározás, mert előfordulhat, hogy egy régi koporsót vagy sírkamrát a későbbi nemzedékek is felhasználtak, tehát a múmia fiatalabb, mint azt a koporsó formája, vagy felirata, illetve a sírkamra freskóinak jellege mutatja.
Egy múmia korát legpontosabban szénizotópos kormeghatározással lehet meghatározni.  A módszer alapja, hogy minden élőlény élete során folyamatosan építi be a testébe a szén 14-es izotópját. Amikor a test elpusztul, a 14C lassan fogyni kezd, mert radioaktív elemként bomlik, de már hiányzik az utánpótlás. A 14C felezési ideje 5730 év; mintavétellel kiszámítható a még megmaradt izotóp mennyisége, amelyet összehasonlítva az eredeti 14C mennyiséggel meghatározható, mikor pusztult el a vizsgált élőlény. A módszer minden szerves anyagnál kitűnően működik, de befolyásolja a légkör szén-dioxid-tartalma is. Ezért a legújabb kutatások szerint 10-15%-os eltérés is előfordulhat a lelet valódi korához képest.

### Férfi vagy nő?
Ha jó állapotban van a csontváz és a test maradványai, könnyen fel lehet ismerni, hogy a múmia férfié vagy nőé. Segítenek még a ruhadarabok maradványai, illetve a vele temetett tárgyak. Előfordulhat azonban, hogy a mumifikálás során annyira összezsugorodnak az izmok és a testszövetek, hogy a külső nemi jegyek már nem felismerhetőek, vagy a testnek csak egy része maradt meg. Ilyenkor DNS-vizsgálattal állapítják meg a holttest nemét.
Manapság gyakori, hogy a kutatók számítógépes modellezéssel rekonstruálják a halott arcát is. Először a röntgenvizsgálat során megállapítják a koponya pontos méreteit, amit azután az igazságügyi orvosok által is alkalmazott módszerrel, azaz a koponyacsontra tapadó arcizmok tömegének kiszámításával rekonstruálnak. Az izom tömege és az izomtapadási helyek erőssége alapján ismét kialakul a halott arca.

### Jellegzetes betegségek
A legtöbb múmián (legkönnyebben azokon, amelyek kiszáradtak, megfagytak vagy más természetes módon mumifikálódtak, de a mumifikált testeken is) meg lehet állapítani korábbi betegségeit, sérüléseit, fejlődési rendellenességeit. Felismerhetőek a rosszul összeforrt csonttörések, harci sebesülések és megállapítható a halál oka. - V. Ramszesz fáraónál, aki i. e. 1157-ben ebben a betegségben halt meg, jól felismerhetőek a himlő jelei; Sziptah fáraónak például ferdén nőtt a lábfeje; az Yde-i lány pedig gerincferdülésben szenvedett.
A kutatók többször találtak az egyiptomi múmiákban olyan élősködők nyomait, amelyek a bilharzia féreg okozta betegség, a malária és a gümőkór kórokozói – ezért tudjuk, hogy ezektől a betegségektől már a történelem előtti időkben is szenvedtek az emberek. A múmiák belső szerveinek vizsgálata bebizonyította, hogy a régmúltban szinte minden ember szenvedett a különböző bélparazitáktól. Ilyen élősködőket találtak még a lápi természetes múmiáknál és a híres jégmúmiánál, Ötzinél is. A mai kutatási módszerekkel már meghatározhatóak a betegséget okozó baktériumok DNS-ei, vagy a szervezet által termelt antitestek is. Ezen elemzésekből tudjuk, hogy a múlt legjellemzőbb betegségei a fentieken túl a himlő és a vérmérgezés voltak.
A kutatók megállapították, hogy a tetvek is évezredek óta élősködnek az emberen. Ötzin, az 5000 éves tiroli gleccsermúmián éppúgy megtalálták, mint az egyiptomiakon, vagy a perui múmiákon. A tetvek nemcsak kellemetlen viszketést okoznak, hanem halálos betegségek terjesztői (például tífusz); a tetvek testében megmaradt vérből szintén kimutathatóak a pusztító vírusok és betegségokozó baktériumok.

### Táplálkozási szokások
A béltartalom mikroszkopikus vizsgálatakor arra derülhet fény, hogy mivel táplálkoztak az emberek, milyen magvakat, leveles zöldségeket, vadon termő gyümölcsöket ettek, milyen gyökereket gyűjtöttek, milyen szinten volt az állattenyésztés, vagy mit evett utoljára az elhunyt. A röntgenvizsgálatok révén kimutathatóak az un. Harris-vonalak (vékony kis keresztvonalak a kéz és a láb csontjaiban), amelyek elárulják, hogy az ember növekedése során mindig elegendő táplálékhoz jutott-e.
A fogkővizsgálatok is elárulják, mivel táplálkoztak az emberek; – az egyiptomi múmiáknál e vizsgálatokból tudjuk, hogy többnyire gabonafélékből készült kenyeret, babot, borsót és halféléket fogyasztottak.

### A mumifikálás módszerei
A mumifikálás titkait szinte egyetlen letűnt kultúra sem őrizte meg, nem maradtak feljegyzések a módszerekről. Így ma kémiai vizsgálatok segítségével próbálják megfejteni, milyen balzsamozószereket használtak a múltban. Az egyiptomi eljárásról már sokat tudnak a kutatók, de a kínai vagy a dél-amerikai múmiáknál még csak a kutatás elején tartanak a tudósok.

### A kutatás peremterületei
A sírokban talált virágok és növények maradványai a korabeli növényvilág jobb megismerését segítik.
A ruhák, illetve ruhafoszlányok bemutatják az öltözködési szokásokat, a gyakran használt anyagokat, vagy a különböző szövési technikákat; sőt néha sokat elárulnak az akkori idők divatjáról is.
Az egyes tudományágak összekapcsolódásának érdekes példája a kínai Tarim-medencében talált 3000 éves Tokhár leletcsoport. Az Európát Kínával összekötő régi selyemút mentén, a Takla-Makán sivatagban Niya város közelében az ásatások során tökéletes állapotban fennmaradt természetes múmiákra (férfiakra, nőkre, gyermekekre egyaránt) leltek. Színes gyapjúból készült ünnepi ruha és olyan magas lovaglócsizma volt rajtuk, amilyet még ma is hordanak arrafelé. A leletek valódi értékét mégsem a ruhák jelentették, hanem az, hogy ezek a tetemek nem ázsiainak, hanem európainak tűntek. A kínaiaktól eltérően nagy orruk volt, és a férfiak gondosan vágott körszakállt viseltek. A szénizotópos vizsgálat kimutatta, hogy a testek i. e. 1000 körüliek és a sivatag szélső vidékein vándorló tokhár nép tagjai. E leletegyüttes a népvándorlásról alkotott korábbi elméletek felülvizsgálatára késztette a kutatókat.

## Lásd még
- Múmia